# Theresa Andrews
Theresa Andrews (Estados Unidos, 25 de marzo de 1962) es una nadadora estadounidense retirada especializada en pruebas de estilo espalda, donde consiguió ser campeona olímpica en 1984 en los 100 metros.

## Carrera deportiva
En los Juegos Olímpicos de Los Ángeles 1984 ganó la medalla de oro en los 100 metros espalda, con un tiempo de 1:02.55 segundos, por delante de su paisana estadounidense Betsy Mitchell y la neerlandesa Jolanda de Rover; en cuanto a las pruebas grupales, también ganó el oro en los relevos de 4x100 metros estilos, con un tiempo de 4:08.34 segundos, por delante de Alemania Occidental y Canadá (bronce).